# Dachnów
Dachnów (w latach 1977–1981 Jaworzyna) – wieś w Polsce położona na Płaskowyżu Tarnogrodzkim, w województwie podkarpackim, powiecie lubaczowskim, w gminie Cieszanów.
W II Rzeczypospolitej wieś w powiecie lubaczowskim województwa lwowskiego. W latach 1939−1947 nacjonaliści ukraińscy z OUN-UPA zamordowali tutaj 9 Polaków.
W latach 1954–1972 wieś należała, a do 1959 r. była siedzibą władz gromady Dachnów. W latach 1975–1998 miejscowość administracyjnie należała do województwa przemyskiego.
| SIMC    | Nazwa    | Rodzaj    |
| ------- | -------- | --------- |
| 0600065 | Henryków | część wsi |

Dachnów jest największą wsią w gminie.
Wieś leży na szlaku architektury drewnianej województwa podkarpackiego – we wsi znajduje się cerkiew greckokatolicka pw. Podwyższenia Krzyża Świętego z 1864 roku.